# ラスト・シング・オン・マイ・マインド
「ラスト・シング・オン・マイ・マインド」(Last Thing on My Mind)は、バナナラマの楽曲。6枚目のスタジオ・アルバム『プリーズ・ユアセルフ』から2枚目のシングルとして発売された。

## 収録曲
3" シングル
1. ラスト・シング・オン・マイ・マインド - 3:35
2. アナザー・ラバー - 3:31

## ステップスのカバー
1998年、ステップスがカバー・シングルを発表した。ステップスのバージョンはグループにとって1枚目のスタジオ・アルバム『Step One』から2枚目のシングルとして発売された。
ステップスのバージョンは全英シングルチャートで6位を記録するなど、バナナラマのオリジナル・バージョンを超えるヒットを記録した。

### 収録曲
1. Last Thing On My Mind (Radio Edit) – 3:04
2. Last Thing On My Mind (Wip't Up In The Disco Mix) – 5:39
3. A Love to Last – 3:42
4. Last Thing on My Mind (Instrumental) – 3:00